# Neilton Mulim
Neilton Mulim da Costa (São Gonçalo, 22 de julho de 1962 – Rio de Janeiro, 23 de janeiro de 2025) foi um político brasileiro. Foi deputado federal por dois mandatos e prefeito de São Gonçalo entre 1° de janeiro de 2013 e 31 de dezembro de 2016. Perdeu a reeleição em 2016.

## Biografia

### Vida pessoal
Filho de Eraclydes Mulim da Costa e de Neir da Costa Nunes, fez os primeiros estudos em sua cidade natal, nas escolas estaduais Coronel Serrado, Pandiá Calógeras e no Colégio Alcântara, de 1969 a 1979. Em 1985 graduou-se em Ciência física e Biologia na Universidade do Estado do Rio de Janeiro (UERJ). No ano seguinte, formou-se em matemática na mesma universidade. Em 1982 foi aprovado em concurso para professor em São Gonçalo e na rede estadual. A partir de 1988 foi também diretor geral do Colégio Estadual Coronel Serrado, onde estudara.
Foi casado com Maria Cristina Aires de Mendonça, com quem teve dois filhos. Publicou os livros Algetria social (1991) e Uma questão de escolha (2006).

### Trajetória política
Em 1989 iniciou sua militância político-partidária, filiando-se ao Partido Democrático Trabalhista (PDT). De 1993 a 1995 presidiu a Fundação Municipal de Apoio à Educação e Assistência à Infância e Adolescência de São Gonçalo e, no mesmo período, foi vice-presidente do Conselho Municipal dos Direitos da Criança e do Adolescente. Entre 1994 e 1996 integrou o Conselho Municipal da Pessoa Portadora de Deficiência Física e Doentes Mentais (Copede) da mesma cidade.
Em 1995 deixou o PDT e ingressou no Partido Verde (PV). No pleito realizado em outubro de 1996, elegeu-se vereador em São Gonçalo, na legenda do PV. Em seu primeiro mandato foi vice-presidente da Comissão da Criança, Adolescente, Mulher, Idoso e Deficiente e segundo-secretário da mesa diretora da Câmara Municipal. 
De volta ao PDT em 1999, reelegeu-se em outubro de 2000 e presidiu a Comissão de Educação. Em 2002 mais uma vez deixou o PDT e filiou-se ao Partido do Movimento Democrático Brasileiro (PMDB). Nesse mesmo ano, licenciou-se de suas atividades na Câmara dos Vereadores e assumiu a Secretaria de Desenvolvimento Social na gestão do prefeito de São Gonçalo, Henry Charles.
Concluiu os cursos de pós-graduação em psicopedagogia na Universidade Estácio de Sá, no Rio de Janeiro, respectivamente em 2002 e 2003. Ainda em 2003 foi reconduzido à presidência da Fundação Municipal de Apoio à Educação e Assistência à Infância e Adolescência de São Gonçalo e desligou-se do PMDB, filiando-se ao Partido Trabalhista Brasileiro (PTB). No ano seguinte, deixou a Secretaria de Desenvolvimento Social e foi reeleito vereador, com a maior votação da cidade. Na Câmara dos Vereadores foi segundo-secretário, primeiro vice-presidente e presidente interino.
Em 2005 ingressou no Partido Popular Socialista (PPS) e esteve à frente, por alguns meses, da Secretaria da Infância e Juventude do Estado do Rio de Janeiro, no governo de Rosinha Garotinho (2003-2006). Em 2006 presidiu a Fundação da Infância e Adolescência de São Gonçalo (Fiasg). No pleito do mesmo ano elegeu-se deputado federal pelo Rio de Janeiro na legenda do PPS. Assumiu o mandato em fevereiro de 2007 e, pouco depois da posse, transferiu-se para o Partido da República (PR). Em março de 2008 tornou-se vice-líder do PR na Câmara dos Deputados. Foi titular da Comissão de Seguridade Social e Família, da Comissão de Educação e Cultura e da Comissão de Segurança Pública e Combate ao Crime Organizado.
Nas eleições municipais de 2008 candidatou-se a vice-prefeito de São Gonçalo na chapa encabeçada por Altineu Cortes, do Partido dos Trabalhadores (PT). No entanto, sua candidatura foi indeferida pelo Tribunal Regional Eleitoral (TRE) sob a acusação de, quando presidente da Fiasg, ter cometido irregularidades apuradas pelo Tribunal de Contas do Estado (TCE).
Nas eleições de 2010 se reelege deputado federal com mais de 41 mil votos. Em 2012 se candidata a prefeitura de São Gonçalo, numa coligação que reuniu PR, PSDB, PTB, PSDC e DEM. Com mais de 116 mil votos, Mulim consegue ir ao segundo turno,derrotando a então deputada estadual Graça Matos, considerada uma das favoritas daquele pleito. Em 26 de outubro, é eleito prefeito de São Gonçalo pelo período 2013-2016 ao derrotar Adolfo Konder, candidato do PDT da então prefeita Aparecida Panisset. Mulim recebeu quase 266 mil votos. Tomou posse do cargo em 1° de janeiro de 2013.
No pleito de 2016, Mulim decide concorrer a reeleição, apesar das fortes críticas que sua gestão recebeu. Ao contrário de 2012, teve uma coligação maior (reuniu onze partidos) e teve como companheira de chapa a ex-deputada Graça Matos, a mesma que derrotou na eleição anterior. Mulim consegue quase 66 mil votos, mas que foram insuficientes para levá-lo outra vez ao segundo turno e o deixando na terceira colocação. Ao fim de seu mandato, teve a prisão decretada pelo desembargador do Tribunal de Justiça do Estado do Rio de Janeiro (TJRJ) Peterson Barroso Simão. O motivo foi descumprimento de uma ordem judicial, que havia ordenado Mulim a efetuar o pagamento dos salários dos funcionários da rede municipal de ensino do município.
Morreu em 23 de janeiro de 2025, aos 62 anos. A causa não foi informada pela família.